# WM-data
WM-data var ett svenskt IT-företag med huvudkontor i Stockholm, som införlivades i Logica och bytte namn till Logica  2008. WM-data var listat på Stockholmsbörsens A-lista, men avnoterades efter LogicaCMGs uppköp. Företaget fanns i hela Norden och hade cirka 9 000 medarbetare. Det fanns även lokala kontor i Estland och Polen. År 2005 hade företaget en omsättning på omkring 10 miljarder svenska kronor.
WM-data grundades i Stockholm 1969 av Thord Wilkne (född 1943) och Hans Mellström (1943–2020) – W:et och M:et i företagets namn. Det var ett av Sveriges ledande IT-företag och hade regionala kontor i flera städer i Norden. Företaget tillhandahöll helhetslösningar inom IT-relaterade områden.
Bolaget hade Norden som hemmamarknad och målgruppen var större företag och organisationer. Omkring 65 % av omsättningen stod Sverige för, 15 % Danmark, Norge och Finland omkring 10 % vardera.

## Förvärv
- 1987 Beijer Information Group med verksamheterna Consab och Epos
- 1989 Edebe Promotion
- 1993 Försvarsdata från svenska Försvarsdepartementet, PS-Data, Stora Data och fem andra bolag
- 1995 Owell samt finländska Systla
- 1996 finländska Facidata, danska BFC och 50 procent av Scania Data
- 1999  Caran
- 1999 Knight
- 1999 Pronima
- 2004 finländska Novo Group efter ett fientligt bud från föregående år
- 2005 Atos Origins verksamhet i Sverige och Norge för cirka 1,33 miljarder svenska kronor.[1]

## Uppköp
År 2006 offentliggjordes ett uppköpserbjudande från brittiska LogicaCMG att förvärva samtliga aktier och konvertibla skuldebrev i WM-data. 10 oktober 2006 offentliggjorde LogicaCMG att över 85 % av WM-datas aktieägare godkänt transaktionen vilket innebär att WM-data blev en del av LogicaCMG. År 2008 bytte WM-data namn till Logica.
År 2012/2013 köptes Logica av det kanadensiska bolaget CGI.